# Vjetroelektrana
Vjetroelektrana je niz blisko smještenih vjetroagregata, najčešće istog tipa, izloženih istom vjetru i priključenih posredstvom zajedničkog rasklopnog uređaja na elektroenergetski sustav. Vjetroagregat je rotirajući stroj koji pretvara kinetičku energiju vjetra prvo u mehaničku, a zatim preko električnih generatora u električnu energiju. Pri tome se rotor vjetroturbine i rotor električnog generatora nalaze na istom vratilu. Vjetroelektana je obnovljivi izvor električne energije pokretan kinetičkom energijom vjetra. 
Energija vjetra je u stvari oblik sunčeve energije. Sunce neravnomjerno zagrijava različite dijelove Zemlje i to rezultira različitim tlakovima zraka, a vjetar nastaje zbog težnje za izjednačavanjem tlakova zraka. Postoje dijelovi Zemlje na kojima puše tzv. stalni (planetarni) vjetrovi i na tim područjima je iskorištavanje energije vjetra najisplativije. Dobre položaji su obale mora i oceana (priobalna vjetroelektrana), te pučina mora (plutajuća vjetroelektrana). Pučina se ističe kao najbolji položaj zbog stalnosti vjetrova, ali cijene ugradnje i prijevoza energije usporavaju takva ulaganja.
Kod pretvorbe kinetičke energije vjetra u mehaničku energiju (okretanje osovine generatora) iskorištava se samo razlika brzine vjetra na ulazu i na izlazu. Albert Betz, njemački fizičar dao je još davne 1919. zakon energije vjetra, poznat kao Betzov zakon. Njegov zakon kaže da možemo pretvoriti samo manje od 16/27 ili 59% kinetičke energije vjetra u mehaničku energiju pomoću turbine na vjetar. 59% predstavlja teoretski maksimum, ali u primjeni se može pretvoriti između 35% i 45% energije vjetra zbog raznih gubitaka u sustavu.
Za korištenje energije vjetra često se upotrebljava agro-hortikulturalno nazivlje, pa se tako govori o vjetroparkovima, vjetrofarmama ili vjetropoljima. Na taj način se i samom nomenklaturom pokušava reći da se ne radi o „pravim“ elektranama. Zato treba jasno reći, vjetroelektrana jest elektrana i to ona koja kao gorivo za proizvodnju električne energije koristi vjetar. Ona se kao i svaka druga elektrana sastoji od nekoliko dijelova, uključujući vjetroagregate (turbina + generator), transformatorske stanice, kabele i vodove, te ostale pripadajuće objekte. Na taj način postiže se sustavnost nazivanja objekata za proizvodnju električne energije (hidroelektrana, termoelektrana, nuklearna elektrana, itd.) i nedvojbeno se iskazuje da je vjetroelektrana elektroenergetski objekt, a ne element krajobraznog ili poljoprivrednog karaktera.

## Povijest vjetroelektrana
Povijest vjetroelektrana i korištenja energije vjetra seže u doba kada su ljudi prvi puta postavili jedra na brodove i time si omogućili daleka putovanja i isto tako odlučili svoje živote povjeriti u ruke tog nepredvidljivog obnovljivog izvora energije. Može se reći da je na neki način vjetar bio taj koji je pokrenuo eru istraživanja i omogućio prijenos robe i dobara u neslućenim količinama na velike udaljenosti. Dugo vremena nakon prvih jedara uslijedilo je korištenje energije vjetra za obavljanje mehaničkog rada u mlinovima i za pokretanje vodenih pumpi (posebice u Nizozemskoj, na srednjem zapadu SAD-a i u zabačenim dijelovima Australije). U modernim vremenima s dolaskom i izumom električne energije počinju se upotrebljvati u svrhu proizvodnje iste, no tek u zadnja dva desetljeća zbog sve većeg zagađenja okoliša počinju svoj značajan uzlet, da bi danas to bio jedan od glavnih izvora energije za blisku budućnost.

## Prednosti i nedostaci
Prednosti vjetroelektrana su:
- ne troše gorivo, tj. energija vjetra je u uvjetno rečeno "besplatna";
- vjetroelektrane su poželjan oblik obnovljivog izvora energije nasuprot elektranama na fosilna goriva, jer kemijski i biološki ne zagađuju okoliš;
- vjetroelektrana može imati umjeren pozitivan utjecaj na smanjenje snage vjetra u područjima koja su inače izložena suviše jakim vjetrovima;
- borba protiv globalnog zatopljenja (Protokol iz Kyota);
- vjetroelektrane su energetska postrojenja bez štetnih emisija (staklenički plinovi);
- smanjuje se nacionalna ovisnost o uvozu fosilnih goriva;

Nedostaci vjetroelektrana su:
- povremenost pogona, zavisno o meteorološkim karakteristikama područja primjene. Nije riješeno učinkovito akumuliranje većih količina energije za razdoblje bez vjetra, pa bi se stoga vjetroelektrane trebale vezati na elektroenergetski sustav regije i s njim razmjenjivati energiju. Prikladnim se čini kombinacija hidroelektrana i vjetroelektrana, koja u razdoblju jačeg vjetra štedi hidro-akumulaciju, a u razdoblju bez vjetra energiju daje hidroelektrana. Kod sitnih vjetroelektrana akumulaciju mogu osiguravati jedino akumulatori, koji ne mogu zadovoljiti potrebe u područjima s manje vjetrovitih dana, ali mogu štediti klasičnu energiju u vjetrovitom razdoblju;
- jake promjene u snazi vjetra relativno su teže tehnički savladive. Tehnička rješenja moraju spriječiti oštećenje vjetrenjače pri olujnoj snazi i izvlačiti maksimalnu snagu pri slabom vjetru, što poskupljuje ta rješenja;
- za usklađivanje broja okretaja vjetroturbine s brojem okretaja ugrađenog generatora potreban je multiplikator s automatskom regulacijom brzina generatora, što također poskupljuje tehničku izvedbu;
- troškovi održavanja znaju činiti značajnu stavku u cijeni dobivene energije vjetra, jer je u slučaju velikih vjetroelektrana broj uređaja relativno velik, tj. snaga po jednom uređaju je daleko manja nego kod klasičnih elektrana na fosilna goriva;
- prisutno je izvjesno "estetsko zagađenje" u slučaju velikih vjetroelektrana, što međutim nema većeg značaja ako se takva vjetroelektrana ugradi na nenapučenim prostorima.

## Izbor položaja vjetroelektrana
Iako je vjetropotencijal najvažniji čimbenik za izbor položaja vjetroelektrane, postoji i niz drugih čimbenika koji se moraju zadovoljiti. Izbor položaja provodi se u dva koraka. Najprije se određuju područja koja su nepogodna za izgradnju zbog sljedećih razloga: 
- područje ima izuzetno mali vjetropotencijal;
- područje zaštićeno zbog iznimnih prirodnih ili kulturnih ljepota (park prirode, arheološko nalazište);
- područje namijenjeno za izgradnju stambenih ili gospodarskih objekata;
- područje vrlo zahtjevnog reljefa s obzirom na mogućnost izgradnje.

U drugom koraku provodi se vrednovanje makrolokacije na temelju kriterija kao što su:
- srednja godišnja brzina vjetra;
- veličina lokacije, odnosno broj vjetroagregatskih jedinica koje je na tom položaju moguće postaviti;
- udaljenost lokacije od prometnica;
- udaljenost lokacije od postojeće električne mreže;
- mogućnost održavanja i nadzora nad vjetroelektranom;
- značajke terena (šumovitost, pogodnost za poljodjelstvo i drugo);
- utjecaj na životinjski svijet (migracijski putovi ptica selica, zaštićena staništa i drugo)
- položaj lokacija s obzirom na turistička područja.

Unutar odabranih makrolokacija izdvajaju se mikrolokacije. Za vredovanje i izbor najpovoljnije mikrolokacije može se primijeniti načelo slično izboru za makrolokaciju. Nakon izbora mikrolokacije kreće se s mjerenjem karakteristika vjetra (brzina, smjer i drugo). Na temelju analize izmjerenih podataka u određenom vremensko razdoblju (minimalno 1 godina) izrađuje se studija izvodljivosti u kojoj će se odrediti veličina i broj vjetroagregata, odnosno optimalni kapacitet lokacije. Prema navedenim čimbenicima, idealna vjetroelektrana je ona koja je smještena na mjestu koje ima povoljan vjetropotencijal, nalazi se blizu električne mreže, ima dobar cestovni pristup, a njezina gradnja je u skladu s namjenom prostora i s uvjetima zaštite okoliša. 

### Vjetropotencijal
Vjetropotencijal je najvažniji čimbenik za izbor položaja vjetroelektrane. To su zapravo karakteristike vjetra na pojedinoj lokaciji. Najvažnija karakteristika je srednja godišnja brzina vjetra na određenoj visini iznad tla. Naime, vjetrogenerator se pokreće kada brzina vjetra poraste iznad otprilike 3 m/s. Pri toj brzini proizvodnja električne energije je vrlo mala. Porastom brzine, količina električne energije se povećava do maksimalne, koja se postiže na brzini vjetra od oko 12 m/s. Daljnjim porastom brzine vjetra količina proizvedene energije se više ne povećava. Kada brzina poraste preko 25 do 30 m/s, vjetroagregat se isključuje jer ne može podnijeti mehanička opterećenja koja uzrokuju tako velike brzine vjetra. Iz opisanog načina rada vjetrogeneratora možemo zaključiti da je za idealnu proizvodnju električne energije potrebna brzina vjetra od oko 12 m/s.
To je samo prvi korak u određivanju vjetropotencijala. Potrebno je potom razmotriti kako je brzina vjetra raspoređena tijekom godine. Npr. u godišnjem prosjeku može biti sadržan velik broj sati s brzinom vjetra iznad 30 m/s ili ispod 3 m/s, što zapravo nije pogodno za iskorištavanje. Možemo zaključiti da je za energetsko iskorištavanje optimalan vjetar do srednje jakosti, bez velikih oscilacija, i koji ima što veću učestalost.
Zbog jake ovisnosti prinosa energije (a samim time i ekonomske isplativosti) o brzini vjetra (ovisnost energije vjetra o kubu brzine vjetra), potrebna su točna mjerenja vjetra na samoj lokaciji. Mjerenja se obavljaju pomoću anemometara koji su pričvršćeni na stupove, približno na visini osi na kojoj će se nalaziti vjetroagregati (iako se zadnjih godina bilježi rast tzv. udaljenih mjerenja pomoću LIDAR-a). Obično treba postaviti više stupova na lokaciji u vremenu od barem 6 mjeseci, a preporuča se da to vrijeme mjerenja bude nekoliko godina. Brzina vjetra je osnovni čimbenik od kojega se kreće pri projektiranju svih vjetroagregata koji će se nalaziti na lokaciji, njihovog broja i prostornog razmještaja. Brzina vjetra također služi kao polazna točka za sve proračune o ekonomskoj isplativosti i proizvodnji energije. Osjetljivost doprinosa energije o brzini vjetra ovisi i o brzini samog vjetra. Zbog toga je posebno važno točno mjeriti brzine vjetra na lokacijama gdje je ta brzina manja.
Za određenu lokaciju bitno je poznavati i smjerove iz kojih puše vjetar (ruža vjetrova), da bi se odredio optimalan raspored vjetroagregata kako bi maksimalno iskoristili vjetar iz svih smjerova. Druga najvažnija karakteristika vjetra, osim srednje brzine, je i raspodjela brzine vjetra. Weibullova krivulja je alat koji nam služi za realističnu raspodjelu brzine vjetra. Tri godine mjerenja značajno smanjuje odstupanja brzine vjetra u odnosu na dugogodišnje oscilacije vjetra, na 3% u brzini vjetra i oko 4% u proizvodnji energije. Ostali bitniji podatci o vjetru su dugoročna gustoća zraka na lokaciji i intenzitet turbulencije vjetra na lokaciji. Sami po sebi ne utječu na proizvodnju energije iz vjetra, ali utječu pri određivanju opterećenja na lopatice rotora i na očekivani vijek trajanja samog vjetroagregata.

### Vjetropotencijal na Jadranskom moru
Srednja brzina vjetra na Jadranskom moru u obalnom i otočnom pojasu kreće se od 3 do 6 m/s. U godišnjem hodu najveća srednja brzina vjetra javlja se u siječnju ili veljači. To su ujedno mjeseci s najviše bure. Jugo u jadranskim ciklonama može znatno povisiti srednju brzinu vjetra u rano proljeće ili kasnu jesen. Srednja je brzina vjetra najmanja u srpnju i kolovozu, kad je i vrijeme najstabilnije. U blizini obale pojavljuje se vjetar jačine 6 ili više bofora (Beaufortova ljestvica) do 40 dana godišnje. Vjetar iznad 8 Bf, mnogo je rjeđi. Kako Jadran ne obiluje jakim i olujnim vjetrom, pogodan je za iskorištavanje energije vjetra. Tome u prilog govori i činjenica što se određeni smjerovi vjetra često javljaju i dugo traju. Najčešći vjetrovi su bura i jugo. Ti vjetrovi koji se po smjeru razlikuju za 90 stupnjeva, pušu tijekom cijele godine. Osobito su učestali u hladnijem dijelu godine, kad su im i brzine veće. Potencijal ova dva najzastupljenija vjetra u Hrvatskoj nije moguće u potpunosti iskoristiti. Naime, vjetrovi ovakvog tipa vrlo često imaju jake udare (preko 100 km/h) i velike oscilacije u brzini što ne samo da nije moguće iskoristiti za proizvodnju električne energije, nego i dodatno povećava zahtjeve na mehaničku stabilnost vjetroturbina. Zato se biraju lokacije na kojima bura i jugo rijetko dosežu orkansku snagu. Nažalost, atlas vjetra u Hrvatskoj ne postoji, kao ni karte vjetra. Stoga se za određivanja položaja vjetroelektrana uglavnom dogovaraju posebna mjerenja.

## Vrste vjetroelektrana
Vjetroelektane se mogu podijeliti na kopnene vjetroelektrane, priobalne vjetroelektrane, plutajuće vjetroelektrane i zračne vjetroelektrane. Najveći proizvođači električne energije pomoću vjetra su SAD, Njemačka, Španjolska i Kina (energija vjetra u Kini). 

### Kopnene vjetroelektrane
Kopnene vjetroelektane se grade na čvrstom tlu i najčešći su oblik vjetroelektrana. Najveće kopnene vjetroelektane u svijetu su:
| Vjetroelektrana | Nazivna snaga (MW) | Država | Kordinate                                       | Opis        |
| --------------- | ------------------ | ------ | ----------------------------------------------- | ----------- |
| Jaisalmer       | 1 064              | Indija | 35°1′16″N 70°54′0″E / 35.02111°N 70.90000°E     | [ 3 ] [ 4 ] |
| Roscoe          | 781,5              | SAD    | 32°15′52″N 100°20′39″W / 32.26444°N 100.34417°W | [ 5 ]       |
| Horse Hollow    | 735,5              | SAD    | 32°11′24″N 100°01′48″W / 32.19000°N 100.03000°W | [ 6 ]       |
| Alta            | 720                | SAD    | 26°55′12″N 118°19′14″W / 26.92000°N 118.32056°W | [ 7 ] [ 8 ] |
| Capricorn Ridge | 662,5              | SAD    | 31°54′11″N 100°54′04″W / 31.90306°N 100.90111°W | [ 9 ]       |
| Fowler Ridge    | 599,8              | SAD    | 40°36′31″N 87°19′15″W / 40.60861°N 87.32083°W   | [ 10 ]      |
| Sweetwater      | 585,3              | SAD    | 32°20′20″N 100°26′40″W / 32.33889°N 100.44444°W | [ 11 ]      |
| Buffalo Gap     | 523,3              | SAD    | 32°18′38″N 100°8′57″W / 32.31056°N 100.14917°W  | [ 12 ]      |
| Dabancheng      | 500                | Kina   | 43°35′37″N 87°48′32″E / 43.59361°N 87.80889°E   | [ 13 ]      |
| Meadow Lake     | 500                | SAD    | 40°36′4″N 86°51′57″W / 40.60111°N 86.86583°W    | [ 14 ]      |

### Priobalne vjetroelektrane
Priobalna vjetroelektrana (engl. Offshore wind park) je vrsta vjetroelektrane s čvrstim temeljima koja se gradi na moru (ima planova gradnje i na jezerima), uglavnom u priobalnom području, gdje je dubina vode obično manja od 60 metara (udaljenost od obale do najviše 50 kilometara), za razliku od plutajućih vjetroelektrana, koje se grade na pučini. Činjenica da voda (a posebice duboka voda) ima manju površinsku "hrapavost" od kopna jako utječe na brzine vjetra, koje su mnogo veće na moru. Faktori snage su mnogo veći kod takvih instalacija. Kod lokacija s produženim plićinama (kao primjerice u Danskoj), vjetroelektrane je lako sagraditi. Općenito govoreći, morske instalacije vjetroagregata su načelno skuplje od kopnenih. To je zbog toga što su im tornjevi viši kada se uračuna dio ispod vode i što je sama izgradnja skuplja. Proizvedena električna energija se do kopna prenosi putem podmorskog kabela. Održavanje je također skuplje, a mora se paziti i na zaštitu od korozije, zbog čega se često dodaju dodatni premazi i katodna zaštita. Takve turbine su najveće turbine u pogonu i predviđa se da će njihova veličina (i insalirana snaga) i dalje rasti (preko 6 MW). Vjetroelektrane smještene na moru znaju imati i više od 100 vjetroagregata.

### Plutajuće vjetroelektrane
Plutajuća vjetroelektrana ili pučinska vjetroelektrana je vrsta vjetroelektrane koja se postavlja na plutajuću strukturu u dubljem moru, gdje nije moguće postaviti priobalnu vjetroelektranu. Plutajuće vjetroelektrane su složene i zahtijevaju veće početne troškove, ali su nove studije pokazale je da zbog njihovih mogućnosti da pristupe snažnijim vjetrovima dalje na moru imaju isplativost primjene. Obično se više plutajućih vjetroagregata povezuju zajedno u vjetroelektranu, kako bi se koristio zajednički podvodni kabel za prijenos električne struje.

### Visinske vjetroelektrane
Koncept visinskih vjetroelektrana se zasniva na iskorištenju energije vjetra u višim slojevima atmosfere. One predstavljaju dizajnirani koncept vjetroelektrana koji su na različite načine podignuti u visinu bez potpore tornja. Možemo ih podijeliti u dvije skupine: one za iskorištavanje vjetra na nižim visinama te na one koje to mogu na višim visinama. Tijekom posljednjih 20 godina napravljeno je nekoliko desetaka projekata i koncepata od kojih se istaknula nekolicina koje imaju šanse za realizaciju. Zajedničko im je to što su predviđene za iskorištavanje vjetra na visinama većim nego što to mogu vjetroelektrane montirane na tlu, mogućnost montaže na bilo kojoj lokaciji na svijetu te su u potpunosti ekološki prihvatljive, jer ne ispuštaju stakleničke plinove. Visinske vjetroelektrane na taj način mogu proizvoditi električnu energiju 90% vremena, dok bi one na zemlji to činile maksimalno 35% vremena. To bi rezultiralo pojeftinjenjem električne energije i zahtijevalo bi manje vjetroelektrana za istu količinu električne energije.

## Vjetroelektrane u Hrvatskoj
Vjetroelektrane u Hrvatskoj su započele svoj razvoj još 1988., kada je Končar postavio prvi vjetroagregat u brodogradilištu Uljanik, koji se i danas tamo nalazi, no onda je razvoj istoga obustavljen. Danas Končar ima postavljen prvi prototip svog modernog vjetroagregata na lokaciji Pometeno brdo u blizini Splita i pokušava uhvatiti korak s ostalim poznatim proizvođačima vjetroagregata.
Promatrajući karakteristike vjetra na prostoru Hrvatske, može se zaključiti da Hrvatska ima na desetke područja koja imaju zadovoljavajući vjetropotencijal za izgradnju elektrana. Mjerenja određenih karakteristika vjetra (brzina, smjer, učestalost) pokazala su kako je za iskorištavanje energije vjetra povoljnije područje Jadrana od kontinentalnog dijela Hrvatske. Stoga su prve hrvatske vjetroelektrane izgradene upravo na tom području. Za projekte vjetroelektrana je do sada iskazano najviše interesa na područjima Zadarske, Šibensko-kninske, Splitsko-dalmatinske i Dubrovačko-neretvanske županije.
U Hrvatskoj je trenutno 12 vjetroelektrana koje su u normalnom radu (lipanj 2014.) i koje isporučuju električnu energiju u elektroenergetski sustav Hrvatske. Instalirana snaga svih vjetrolektrana je 280 MW, u radu je 148 vjetroagregata koji isporučuju godišnje oko 810 GWh električne struje. Za usporedbu Termoelektrana Plomin ima snagu 330 MW i isporučuje godišnje oko 2173 GWh električne struje. 
| Vjetroelektrana             | Instalirana snaga (MW) | Županija                        | Godišnja proizvodnja (GWh) | Vjetroagregati i modeli                              | Puštena u rad                 | Opis   |
| --------------------------- | ---------------------- | ------------------------------- | -------------------------- | ---------------------------------------------------- | ----------------------------- | ------ |
| VE Danilo                   | 43,7                   | Šibensko-kninska županija       | 100                        | 19 × Enercon E-82 – 2,3 MW                           | 2014.                         | [ 19 ] |
| VE Vrataruša                | 42                     | Ličko-senjska županija          | 125                        | 14 × Vestas V90 - 3 MW                               | 2011.                         | [ 20 ] |
| VE Kamensko-Voštane         | 40                     | Splitsko-dalmatinska županija   | 114                        | 14 × Siemens SWT-3.0-101 – 3 MW                      | 2013.                         | [ 21 ] |
| VE Bruška (VE ZD2 i VE ZD3) | 36,8                   | Zadarska županija               | 122                        | 16 × Siemens SWT-93 - 2,3 MW                         | 2011.                         | [ 22 ] |
| VE Ponikve                  | 36,8                   | Dubrovačko-neretvanska županija | 122                        | 16 × Enercon E-70 - 2,3 MW                           | 2013.                         | [ 23 ] |
| VE Jelinak                  | 30                     | Splitsko-dalmatinska županija   | 81                         | 20 × Acciona Windpower – 1,5 MW                      | 2013.                         | [ 24 ] |
| VE Trtar-Krtolin            | 11,2                   | Šibensko-kninska županija       | 28                         | 14 × Enercon E-48 - 0,8 MW                           | 2006.                         | [ 25 ] |
| VE Crno brdo                | 10,5                   | Šibensko-kninska županija       | 27                         | 7 × Leitwind LTW77 – 1,5 MW                          | 2011.                         | [ 26 ] |
| VE Orlice                   | 9,6                    | Šibensko-kninska županija       | 25                         | 11 × Enercon (3 x E-48 – 0,8 MW + 8 x E-44 – 0,9 MW) | 2009.                         | [ 27 ] |
| VE Velika Popina            | 9,2                    | Zadarska županija               | 26                         | 4 × Siemens SWT 93 – 2,3 MW                          | 2011.                         | [ 28 ] |
| VE Ravne 1                  | 6                      | Zadarska županija               | 15                         | 7 × Vestas V52 – 0,85 MW                             | 2004.                         | [ 29 ] |
| VE Pometeno brdo            | 20                     | Splitsko-dalmatinska županija   | 15                         | 6 × Končar KO-VA 57/1 – 1 MW                         | 2010. / 2011. / 2012. / 2015. | [ 30 ] |
| VE Zadar 4                  | 9,2                    | Zadarska županija               |                            | 4 x Siemens - SWT-93 - 2,3 MW                        | 2013.                         |        |
| VE Ogorje                   | 45                     | Splitsko-dalmatinska županija   |                            | 15 x Vestas V112 - 3 MW                              | 2014.                         |        |
| VE Zelengrad                | 42                     | Zadarska županija               |                            | 14 x Vestas V90 - 3 MW                               | 2014.                         |        |
| VE Rudine                   | 34,2                   | Dubrovačko-neretvanska županija |                            | 12 x General Electric 2,85-103 - 2,85 MW             | 2015.                         |        |
| VE Glunča                   | 23                     | Šibensko-kninska županija       |                            | 9 x Enercon E-82 – 2,3 MW                            | 2016.                         |        |
| VE Katuni                   | 34,2                   | Splitsko-dalmatinska županija   |                            | 12 x General Electric 2,85-103 - 2,85 MW             | 2016.                         |        |
| Ukupno                      | 483,4                  |                                 | -                          | 214                                                  |                               |        |

## Vjetroagregati
Vjetroagregat je rotirajući stroj koji pretvara kinetičku energiju vjetra prvo u mehaničku, a zatim preko električnih generatora u električnu energiju. Pri tome se rotor vjetroturbine i rotor električnog generatora nalaze na istom vratilu. 
Vjetroagregati koriste energiju vjetra, koja se ubraja u obnovljive izvore energije.

### Izvedbe vjetroagregata
Potoji čitav niz podjela vjetroagregata, pa ih tako u ovisnosti prema nekim konstrukcijskim i radnim značajkama razvrstavamo po:
- položaju osi turbinskog kola: vjetroagregati s vodoravnom osi i okomitom osi;
- omjeru brzine najudaljenije točke rotora i brzine vjetra: brzohodne i sporohodne;
- broju lopatica: višelopatične, s nekoliko lopatica i s jednom lopaticom;
- veličini zakretnog momenta: visokomomentne i niskomomentne;
- načinu pokretanja: samokretne i nesamokretne;
- učinkovitosti pretvorbe energije vjetra u zakretni moment: nisko i visoko učinkovite;
- načinu okretanja rotora prema brzini vjetra: promjenjive i nepromjenjive.

#### Vjetroagregati s okomitom osi
Vjetroagregati s okomitom osi su najstariji sustavi za iskorištavanje energije vjetra. Danas također postoje koncepti modernih vjetroagregata koji imaju okomit položaj osi. Negativna strana ove vrste vjetroagregata je manja iskoristivost od vjetroagregata s vodoravnom osi, a pozitivne strane su:
- vjetroagregat nema usmjerenja, ne mora biti usmjerena prema vjetru, pa ne trebaju dodatni uređaji za praćenje vjetra i okretanje vjetroturbine;
- potreban je slabiji vjetar za njihov rad;
- uređaji za kontrolu vjetroagregata i pretvorbu energije mogu biti smješteni na razini zemlje zbog okomite osi rotora;
- jednostavnija struktura što olakšava i samo postavljanje.

Vrste vjetroagregata s okoitom osi su:
- Savoniusov rotor,
- Darrieusov rotor,
- H rotor,
- vjetrenjača s rotirajućim jedrima.

Savoniusov rotor radi na principu otpornog djelovanja koji kombinira s potiskom. Sastoji se od dvaju polucilindričnih lopatica koje su otvorene na suprotnim stranama. Blizu osi, lopatice se preklapaju tako da preusmjereni vjetar može strujati iz jedne lopatice u drugu. Ova vrsta rotora ima veću iskoristivost od rotora baziranih samo na otpornom djelovanju, ali manju od rotora primarno baziranih na potisku. Ovaj tip rotora ima prednost koja se bazira na tome da se mogu početi vrtjeti na malim brzinama vjetra, dok im je loša strana u tome što je potrebno puno materijala za njihovu izradu. 
Darrieusov rotor je 1929. konstruirao Francuz Georges Darrieus. Ova vrsta rotora se sastoji od dvije ili tri lopatice koje imaju oblik parabole. Profil rotorskih lopatica oblikom odgovara radu na principu potiska. Iskoristivost ovih rotora je puno veća od iskoristivosti Savonius-ovih rotora. Glavni nedostatak Darrieus-ovog rotora je u tome što ne može sam započeti rotaciju te zbog toga uvijek zahtjeva pomoćni uređaj za pokretanje.
Daljnjim razvojem Darrieusovog rotora razvijen je H rotor ili H – Darrieus-ov rotor. Ovaj rotor se još naziva i Heidelberg rotor po tvrtki Heidelberg Motor. Generator s permanentnim magnetom je integriran u samu strukturu rotora i ne zahtjeva sustav prijenosa.

#### Vjetroagregati s vodoravnom osi
Vjetroagregati s vodoravnom osi su danas najzastupljeniji tip vjetroturbina. Vjetroagregati su došli do vrlo visokog stupnja tehničke razvijenosti i dosežu snage od nekoliko megawata, dok su vjetroagregati u 1980-tim godinama bili u rangu snage ispod 100 kW. 

### Dijelovi vjetroagregata
Dijelovi vjetroagregata su: rotor ili vjetroturbina (sastoji se od glavčine, vratila i lopatica – obično 3 lopatice), kočioni sustav, elementi za uležištenje sporohodnog vratila, upravljački i nadzorni sustav, električni generator, zakretnik ili oprema za zakretanje, kućište stroja ili gondola, stup, prijenosnik snage (obično multiplikator), temelj, transformator, spoj na elektroenergetski sustav i posebna oprema.

#### Ograničavanje izlazne snage i zaštita od oluja
Energija koja može biti preuzeta od vjetra ovisi o brzini vjetra. Poslije dostizanja nominalne snage, snaga vjetroagregata bi trebala ostati konstantna kod svih brzina vjetra večih od nominalne brzine zato što turbina i generator ne mogu podnjeti više energije. Zbog toga, vjetroelektrana mora limitirati snagu pomoću jedne od dvaju sljedećih metoda:
- Metoda zavjetrine (engl. stall control),
- Metoda promjene kuta lopatica rotora (engl. pitch control).

Metoda zavjetrine (engl. stall control) se bazira na efektu stvaranja vrtložnih struja, a time i zavjetrine kod velikih upadnih kutova koji se sami povećavaju pri povećanju brzine vjetra. Ovaj efekt uništava uzgon na površini zahvaćenoj ovim efektom, te na taj način limitira snagu koju vjetar prenosi na lopatice rotora. Kod ovoga načina zaštite vjetrogeneratora lopatice rotora se ne pomiću, te kut pod kojim su postavljene uvijek ostaje konstantan. Ovakav način zaštite vjetrogeneratora se realizira samom konstrukcijom rotora, te ne zahtjeva napredne tehničke sustave za njezin rad. Negativna strana ovakvog načina zaštite vjetrogeneratora je u tome što ne omogućava nikakvo naknadno upravljanje zbog toga što je ovaj način zaštite isključivo pasivan. Maksimalnu snagu novodizajniranog rotora nije lako procijeniti zbog kompliciranog matematičkog proračuna strujanja fluida. Nakon dosizanja maksimalne snage, izlazna snaga generatora zaštićenog ovom metodom opada.
Ovako zaštićeni sustavi moraju imati još dodatne aerodinamičke kočnice koje pomažu vjetrogeneratorima s ovakvim načinom zaštite da prežive oluje.
Metoda promjene kuta lopatica rotora (engl. pitch control) se zasniva na zaštiti svojih vjetroagregata pomoću promjenjivog kuta lopatica rotora, iako je ovu metodu zaštite tehnički puno teže izvesti. Budući da je ova metoda zaštite aktivna metoda, ona se može prilagoditi različitim uvjetima. Zaštita metodom promjene kuta lopatica rotora automatski prilagođava kut lopatica rotora, a samim time i upadni kut, smanjujući ga ili povećavajući, ovisno o prilikama. Lopatice rotora se okreću u vjetar prilikom većih brzina vjetra, smanjujući upadni kut i tako se aktivno smanjuje ulazna snaga na lopaticama rotora. Izrada ovako zaštićenih i kontroliranih vjetroagregata je složenija, zato što lopatice rotora moraju biti pomično učvršćene na vrh osovine, i mora postojati još dodatni motor koji bi upravljao nagibom lopatica. Manji sustavi uobičajeno koriste mehanički kontroliran mehanizam promjene kuta lopatica rotora oslanjajući se na centrifugalnu silu. Ako je vjetrogenerator kompletno isključen zbog zaštite od oluje i ako ima mogućnost zakretanja kuta lopatica rotora, mogu mu se lopatice rotora okrenuti u položaj pera (najmanja moguća silueta koja stoji na putu vjetra), te se tako smanjuje njegov otpor vjetru i mogućnost oštećenja.
Sustav za praćenje vjetra (engl. yawing) može se svrstati u sustave za povećanje iskoristivosti vjetrogeneratora i sustave za zaštitu vjetroagregata s vodoravnom osi. Ovaj sustav radi na principu vodoravnog zakretanja vjetrogeneratora. Vjetroagregati s vodoravnom osi, za razliku od vjetroagregata s okomitom osi, moraju uvijek svojom orijentacijom pratiti smjer vjetra. Orijentacija lopatica rotora uvijek mora biti tako namještena da su lopatice rotora okrenute prema vjetru pod optimalnim kutom. Ovo može biti problem za vjetrogeneratore s promijenjivim kutom lopatica rotora ako su postavljene na mjestu gdje dolazi do vrlo brze promjene smjera vjetra zbog toga što može doći do velikih promjena u snazi o čemu se mora voditi računa prilikom vodoravnog zakretanja vjetroagregata i prema tome se korigirati brzina rotora.
Za zakretanje vjetroagregata u vodoravnom smjeru cijelo kućište vjetrogeneratora s rotorom, prijenosom i generatorom mora biti pomično postavljeno na vrhu stupa. Sustav za mjerenje vjetra smješten na kućištu mjeri i izračunava brzinu i smjer vjetra i prema tim podatcima upravljački sustav odlučuje kada, za koliko i u kojem smjeru zaokrenuti kućište i rotor vjetrogeneratora. Kada kućište i rotor dođu u optimalni položaj pokreće se vodoravna kočnica koja drži vjetrogenerator u tom položaju. U stvarnosti postoji uvijek malo odstupanje od smjera vjetra i optimalnog položaja rotora. To odstupanje uobičajno iznosi oko 5%.

### Električni generatori
Turbinski dio vjetrenjače s rotorom, kočnicama i prijenosnikom snage predstavlja važan dio cjelokupnog sustava, čija je osnovna funkcija pogon generatora. Za pravilan i siguran rad vjetroagregata, generator mora ispunjavati određene zahtjeve kao što su:
- visok stupanj iskoristivosti u širokom krugu opterećenja i brzine okretanja;
- izdržljivost rotora na povećanim brojevima okretaja u slučaju otkazivanja svih zaštitnih sustava;
- izdržljivost, odnosno postojanost konstrukcija na visokim dinamičkim opterećenjima prilikom kratkih spojeva, te pri uključivanju i isključivanju generatora;
- uležištenje generatora na način da jamče dugotrajnost.

Uzimajući u obzir nepogodne i promjenjive uvjete rada (povećane vlažnosti, slanosti, zatim otpornost na krute čestice, povišenu temperaturu i dr.) pred generatore se također postavlja zahtjev pouzdanosti sa što je moguće manje održavanja. Razni su kriteriji prema kojima se može izvršiti podjela generatora. Tako se prema načinu rada generatori mogu podijeliti na generatore za:
- paralelni rad s postojećom distributivnom mrežom;
- samostalni rad;
- spregnuti rad s drugim izvorima.

Prema vrsti električne struje koju generatori generiraju, generatori mogu biti: 
- generatori istosmjerne struje (generatori istosmjerne struje se zbog problema s pouzdanosti rijetko primjenjuju);
- generatori izmjenične struje.

Prema načinu okretanja generatori mogu biti: 
- generatori s promjenjivom brzinom okretanja i
- generatori s nepromjenjivom brzinom okretanja.

Također postoji podjela prema veličini tj. snazi. 
Generatori s promjenjivom brzinom okretanja su:
- sinkroni ili asinkroni generator s pretvaračem u glavnom strujnom krugu;
- asinkroni generator s upravljivim promjenljivim klizanjem;
- asinkroni generator s nadsinkronom ili podsinkronom pretvaračkom kaskadom.

Generatori s nepromjenjivom brzinom okretanja su:
- vjetroturbina s asinkronim generatorom. Asinkroni generatori se najčešće priključuju na krute električne mreže. Krutu mrežu karakterizira velika naponska i frekvencijska stabilnost. Osnovna prednost im je jednostavnija i jeftinija konstrukcija, iako s druge strane moraju imati kompenzacijski uređaj (uglavnom uklopive kondenzatorske baterije) i priključni uređaj kako bi se omogućilo početnu sinkronizaciju s mrežom;
- vjetroturbina sa sinkronim generatorom. Upotrebljevaju se za spajanje na ne tako krute električne mreže, npr. kod spajanja na otočni električni sustav. Ovdje su potrebni uzbudni sustav i regulator brzine koji će održavati napon i frekvenciju. Ovakvi generatori ne mogu se pronaći u komercijalnim izvedbama sa stalnom brzinom u pogonu na krutu mrežu. Kod vjetroturbina nazivnih snaga većih od 500 kW naročito je izražena potreba za uključivanjem sustava za regulaciju kuta zakretanja elise propelera, što inače nije slučaj, pa tako da se spomenuti sustav ne izvodi u svim jedinicama.

## Utjecaj vjetroelektrana na okoliš
Vjetroelektrane ne zahtijevaju potrošnju goriva za kontinuiran rad, nemaju nikakvu emisiju direktno vezanu uz proizvodnju struje. Vjetroelektrane ne proizvode ugljični dioksid, sumporov dioksid, živu, čestice, i mnoge druge vrste zagađenja zraka, kao što stvaraju fosilna goriva. Vjetroelektrane troše resurse samo u proizvodnji i izgradnji. Tijekom proizvodnje vjetroelektrane, čelik, beton, aluminij te drugi materijali, moraju se proizvesti i transportirati koristeći procese koji zahtijevaju mnogo energije. Pri tim procesima koriste fosilne izvore energije. Proizvođač vjetroelektrana Vestas, tvrdi da se početna emisija ugljičnog dioksida isplati u roku od otprilike devet mjeseci rada vjetroelektrana u blizini obale.
Studija iz 2006. zaključila je da je emisija ugljikovog dioksida CO2 od vjetrovne energije između 14 do 33 tona po GWh proizvedene energije. Većina emisije CO2 dolazi od proizvodnje betona za temelje vjetroturbine. Studija Irske nacionalne mreže govori da "Proizvodnja električne energije iz vjetra smanjuje potrošnju fosilnih goriva te time smanjuje emisiju CO2", uočili su smanjenje u emisiji CO2 u razini od 0,33 do 0,59 tona CO2 po MWh. Studija UKERC-a o intermitentnosti također zaključuje da vjetrovna energija može zamijeniti proizvodnju baziranu na fosilnim gorivima, smanjujući i potrošnju goriva i emisiju ugljičnog dioksida.
Ispitivanja pokazuju da vjetroelektrane imaju sve veću podršku medu ljudima. Tako 71% pučanstva u Europskoj uniji iskazuje svoju potporu za gradnju vjetroelektrana (izvor: ewea.org). Postotak potpore vjetroelektranama je još veći kod dijela pučanstva koje u blizini svog životnog prostora ima izgrađene vjetroelektrane. Vjetroelektrane su također odraz razvoja i brige neke zemlje za svoj okoliš, zrak, zdravlje i hranu, te kao takve stvaraju pozitivnu sliku o regiji u kojoj se nalaze.

### Pozitivni utjecaji na okoliš
Prilikom rada vjetroenergetskih postrojenja ne dolazi ni do kakvih emisija ispušnih plinova ili krutih čestica, niti postoje drugi oblici zagađivanja okoliša koji karakteriziraju konvencionalne energetske objekte i nuklearne elektrane. Instaliranjem vjetroelektrana umjesto termoelektrana na fosilna goriva, sprječava se emisija ugljikovog dioksida CO2. Poznato je da su ugljikov dioksid CO2 i sumporov dioksid SO2 jedni od najvećih zagađivača našeg planeta koji stvaraju ozonske rupe, stakleničke plinove, kisele kiše, zagađuju vodu, povećavaju globalno zatopljenje i drugo. Ispod stupova vjetroelektrane mogu se obavljati poljodjelski, stočarski i slični radovi kao i ispod visokonaponske mreže. Prednost vjetroelektrana je i u tome što se mogu smjestiti podjednako na neobradivim površinama, morskoj pučini ili poljoprivrednom zemljištu, a posebnost što se prostor između stupova generatora i dalje može koristiti.

### Negativni utjecaji na okoliš
Jedan od najvećeg problema je buka koju stvaraju vjetroelektrane prilikom vrtnje propelera i pogonskog mehanizma generatora koji je smješten u gondoli.  Danas buka, sa sve savršenijim tehnološkim rješenjima zvučne izolacije je smanjena kao problem. Neki smatraju da visina stupova stvara ružan ugođaj i tako narušava izgled postojećeg okoliša gdje je smještena sama vjetroelektrana. U mnogim zemljama vjetroelektrane su turistička atrakcija, te se prema stupnju uređenosti i čistoće mogu mjeriti s nacionalnim parkovima. Samo jednu vjetroelektranu u Škotskoj (Vjetroelektrana Scroby Sands) godišnje posjeti preko 35 000 turista, a 90% ispitanih turista koji su posjetili tu škotsku vjetroelektranu izjavilo je kako su bili veoma zadovoljni izletom. Opasnost za ptice često je glavna zamjerka protiv gradnje vjetroelektrana. Međutim, studije procjenjuju da su vjetroelektrane odgovorne za 0,3 do 0,4 pogibelji ptica po gigawat-satu (GWh) struje, dok su elektrane na fosilna goriva odgovorne za oko 5,2 pogibelji po GWh.

## Stanje u svijetu danas
Krajem 2010. na svijetu je bilo instalirano oko 197 GW vjetroagregata, a godišnji prirast je bio oko 35 - 40 GW (37,642 GW 2010.). Kina je preuzela vodeće mjesto u godišnjoj količini instalacija s udjelom većim od 50%, a i vodeće mjesto u ukupno instaliranoj snazi, gdje je obišla SAD. U Europi prva dva mjesta drže Njemačka i Španjolska. Sektor vjetra u svijetu je tokom 2010. napravio prometa 40 milijardi eura, a u industriji vjetra je bilo zaposleno oko 670 000 ljudi. Najveći udio energije vjetra u ukupnoj proizvodnji je u Danskoj (21%), Portugalu (18%) i Španjolskoj (16%).
Najveći svjetski proizvođač vjetroagregata je trenutačno danski Vestas, drugi je kineski Sinovel, a prate ih američki GE, i kineski Goldwind. Na petom mjestu je njemački Enercon. Treba napomenuti da su moderni vjetroagregati napravljeni potpuno u skladu sa zahtjevima električnih prijenosnih i distribucijskih mreža, odnosno prema pravilima funkcioniranja istih, te gotovo po svemu imaju osobine klasičnih elektrana. Jedina iznimka je intermitentnost samog izvore energije.

## Poveznice
- Vjetar
- Vjetrenjača
- Električni generator
- Električna energija
- Vjetroagregat
- Energija vjetra
- Snaga vjetra
- Popis država sa značajnijom penetracijom energije vjetra u potrošnji električne energije

## Vanjske poveznice
Elektroenergetski podaci  Arhivirana inačica izvorne stranice od 3. siječnja 2013. (Wayback Machine)
|  | Zajednički poslužitelj ima stranicu o temi Vjetroelektrana |